# Gustaf von Knorring
Gustaf von Knorring, född 25 augusti 1772 på Redberga i Marka socken, Skaraborgs län, död 3 april 1823 i Mariestad, var en svensk militär, tecknare och grafiker.
Han var son till kammarherren Isac von Knorring och Lovisa Sofia Nordencrantz och bror till Wilhelm von Knorring. Han började sin militära bana som stabsfänrik vid Skaraborgs regemente 1789 och deltog i fälttågen i Tyskland och Norge. Han erhöll överstes avsked 1819. Vid sidan av sin militära karriär var han verksam som konstnär och fick sin grundläggande utbildning av Jacob Gillberg. Hans konst består av landskapsmotiv i svartkrita och lavering. Knorring är representerad vid Nationalmuseum och Kungliga biblioteket i Stockholm.